# Stenoparmena ferruginea
Stenoparmena ferruginea là một loài bọ cánh cứng trong họ Cerambycidae.